# Mbaha (Nyasa)
Mbaha ist ein Verwaltungsbezirk (Ward) des Distrikts Nyasa in der tansanischen Region Ruvuma.

## Geografie
Mbaha liegt im Südwesten von Tansania am Malawisee. Das Land steigt vom Ufer des Sees in rund 500 Meter Seehöhe nach Osten auf bis zu 1200 Meter an. Der Bezirk grenzt im Norden an Lituhi, im Osten an Muungano und Matiri, die beide im Distrikt Mbinga liegen. Im Süden grenzt Mbaha an Ngumbo und im Westen an den Malawisee. Bei der Volkszählung 2022 lebten 7841 Menschen in 1776 Haushalten auf einer Fläche von 106 Quadratkilometern.

## Gliederung
Der Bezirk besteht aus vier Gemeinden (Mtaa) mit 30 Orten (Kitongoji):
| Mbaha - Kitolaki - Litembo - Nkale - Lypinga - Lulimbo - Mahaha - Mtekavandu - Mpopoma A - Mpopoma B - Makolo - Mitewele - Mapatano | Lundu - Likwambe - Maliwa - Usambala - Mpanda - Tumba - Misri - Mhoro | Ndumbi - Kidete - Dodoma - Kikuyu Juu - Kikuyu Chini - Muungano - Pomonda | Liweta - Liweta - Pombo - Ngorongo - Ngerenge - Laini |

## Infrastruktur
- Bildung: Die Monica Mbega Secondary School ist eine staatliche weiterführende Schule. Sie bildet als Tagesschule Jugendliche bis zur 4. Stufe aus.[7]
- Gesundheit: Im Bezirk liegen vier Apotheken. Die in den Gemeinden Mbaha,[8] Ndumbi[9] und Liweta[10] sind staatlich, jene in Lundu[11] wird privat geführt.